# Gare de Saulnes
La gare de Saulnes est une gare ferroviaire française de la ligne de Longwy à Villerupt-Micheville, située sur le territoire de la commune de Saulnes dans le département de Meurthe-et-Moselle en région Grand Est.
Mise en service en 1878 elle est fermée le 17 octobre 1994 comme la ligne qui assurait sa desserte.

## Situation ferroviaire
Établie à 287 mètres d'altitude, l'ancienne gare de Saulnes est située au point kilométrique (PK) 248,81x de la ligne de Longwy à Villerupt-Micheville (section déclassée), entre la gare de Longwy et celle (fermée) de Hussigny-Godbrange.

## Histoire
La gare de Saulnes est mise en service le 13 avril 1878, lors de l'ouverture de la ligne de Longwy à Villerupt-Micheville
La ligne de Longwy à Villerupt-Micheville perd ses trains de voyageurs le 15 mai 1939. La section de Saulnes à Hussigny-Godbrange ferme aux marchandises le 30 septembre 1985 et celle de Saulnes à Longwy est déclasse le 17 octobre 1994.

## Patrimoine ferroviaire
Le bâtiment voyageurs a fait l'objet en 2016 d'un projet d'aménagement de maison d'hôtes gérée par la commune. Actuellement (2023), ce projet n'a pas connu de concrétisation et il demeure vacant.
Il se compose d'un corps central de trois travées et d'une aile plus basse et plus étroite comptant également trois travées et un étage supérieur. Cette disposition est similaire à celle de la gare de Villerupt-Micheville laquelle possède une aile supplémentaire à l'autre extrémité.